# Vampyr (videojoc)
Vampyr és un videojoc de rol d'acció desenvolupat per Dontnod Entertainment i publicat per Focus Home Interactive. El 5 de juny de 2018 va ser publicat per PlayStation 4, Xbox One i Microsoft Windows. La trama tracta de com Jonathan Reid, un metge que s'ha convertit en un vampir, arriba a un acord amb la seva condició de no-mort mentre el divideix el jurament hipocràtic i la seva naturalesa sagnant acabada de descobrir.
Mentre que algunes batalles amb rival final són obligatòries, la majoria del combat es pot evitar, i el jugador no té cap obligació de matar a innocents per acabar el videojoc. Les opcions de diàleg s'utilitzen per a la conversa i la caça de preses per alimentar-se, que reposa la força i els nivells fins al caràcter de plom. Les armes i les habilitats sobrenaturals s'utilitzen mentre es lluita contra enemics. Establert durant l'era de la grip espanyola, Londres serveix com un semi-món obert compost per quatre districtes, susceptibles a la destrucció basada en les accions del jugador. Les seves opcions també determinen quin dels quatre finals es reben.
Per comprendre el rerefons, els desenvolupadors van investigar l'escenari viatjant a Londres i consultant llibres d'història i documentals. Els visuals es van fer amb punts de referència ficticis i factuals en ment. Olivier Deriviere va compondre la partitura original i la va infondre amb música industrial. El videojoc va ser trobat amb revisions mixtes dels crítics, que van elogiar la mecànica principal del joc, l'ajust, el desenvolupament del caràcter, i la interpretació de la veu, però van criticar el combat, la narrativa total, els problemes tècnics, els aspectes del sistema d'opcions, i les animacions.

## Jugabilitat
Una de les mecàniques que més ha cridat l'atenció del videojoc ha estat que només compta amb una sola opció per guardar. Això, obliga al jugador a jugar amb molta cautela, ja que si volen canviar alguna mala decisió, hauran de tornar a començar el joc.

## Desenvolupament
L'anunci del videojoc es va produir mitjançant el llançament d'un tràiler, durant l'E3 de l'any 2015. La companyia va confirmar que el joc no tindria DLC´s, allunyant-se així d'una de les pràctiques més habituals de la indústria en els últims temps. A més, aquesta decisió es va prendre pensant que, sí el joc tenia èxit, preferirien centrar-se a desenvolupar una seqüela en lloc de crear nou contingut addicional.

## Recepció

### Vendes
Dontnod Entertaiment va anunciar que el videojoc, en el seu primer mes al mercat, va aconseguir vendre 450.000 còpies entre totes les plataformes. A més de ser unes xifres increïbles, representen que el títol va aconseguir pràcticament complir el seu objectiu en el seu primer mes, que s'establia a aconseguir vendre 500.000 unitats per començar a ser rendible.